# Kamen Rider Ex-Aid
Kamen Rider Ex-Aid (仮面ライダーエグゼイド Kamen Raidā Eguzeido?) es el título de la 27.ª temporada de la franquicia Kamen Rider, producida por Toei Company y emitida en TV Asahi desde el 2 de octubre de 2016 al 27 de agosto de 2017. El eslogan de la temporada es "¡Comienza el juego!" (ゲーム開始！ Gēmu kaishi!?)

## Argumento
Emu Hojo es un médico interino en el departamento de pediatría en el Hospital Universitario de Seito. También es un genio de los videojuegos que usa el alias M. Emu decidió estudiar medicina después de que un médico le salvara la vida en una enfermedad siendo pequeño. Ese médico también le dio una videoconsola portátil como recompensa que le inició en los videojuegos. En la actualidad, una compañía de videojuegos llamada Genm Corporation (幻夢コーポレーション Genmu Corporation?) ha descubierto la existencia de los Bugsters (バグスター Bagusutā?), una forma de virus informática surgida de los bugs de su software. Ayudados por el misterioso Parad, los Bugsters se manifiestan en el mundo real infectando a humanos que juegan los videojuegos de Gemn Corp. Una vez que el Bugster se manifiesta por completo, el huésped humano va desapareciendo poco a poco. Gemn Corp se enfrenta a la amenaza de los Bugsters desarrollando los cinturones Gamer Driver para que los más expertos en videojuegos puedan transformarse en Kamen Riders. Entre ellos se encuentra Emu, que se transforma en Kamen Rider Ex-Aid para salvar a sus pacientes de los virus Bugster. Emu descubrirá rápidamente que no es el único médico que se transforma en Rider. También están el experto en cirugía Hiiro Kagami como Kamen Rider Brave, el médico sin licencia Taiga Hanaya como Kamen Rider Snipe, un inspector médico como Kamen Rider Lazer y el misterioso dueño del prototipo de Ex-Aid, Kamen Rider Gemn.

## Personajes

### Riders
- Emu Hojo (宝生 永夢 Hōjō Emu?)/Kamen Rider Ex-Aid (仮面ライダーエグゼイド Kamen Raidā Eguzeido?): Es un joven médico que realiza su pasantía en la unidad de pediatría del hospital universitario de Seito, aunque en el mundo de los videojuegos es conocido como el genio M. Emu ha sido un fan de los videojuegos desde muy temprana edad, llegando incluso a enviar cartas a Genm Corp con ideas sobre posibles futuros videojuegos. Un día sus cartas fueron respondidas con una versión en desarrollo de un nuevo videojuego, la cual estaba infectada con el virus bugster convirtiendo a Emu en el paciente cero. Eventualmente su cuerpo desarrolló inmunidad al virus permitiéndole usar el Game Driver para transformarse en Kamen Rider Ex-Aid. Su temática son los videojuegos de plataformas.[2]
- Hiiro Kagami (鏡 飛彩 Kagami Hiiro?)/Kamen Rider Brave (仮面ライダーブレイブ Kamen Raidā Bureibu?): Es un médico cirujano del hospital de Seito, considerado por muchos como un experto en su profesión. Pragmático y centrado, considera que un médico no debe simpatizar mucho con sus pacientes, ya que esto puede afectar el tratamiento. Cuando apareció el brote de la infección Bugster su novia fue una de las víctimas, lo que llevó a Hiiro a convertirse una persona aún más fría y cerrada de lo que ya era. Su temática son los videojuegos RPG[3]
- Taiga Hanaya (花家 大我 Hanaya Taiga?)/Kamen Rider Snipe (仮面ライダースナイプ Kamen Raidā Sunaipu?): Es un médico sin licencia que alguna vez perteneció al departamento de radiología del hospital de Seito. Después de fallar al salvar la vida de un paciente infectado con el virus bugster (persiendo su licencia en el proceso) Taiga desarrolló una obsesión por el poder y la venganza, creyendo que si derrota a los demás Riders podrá tomar su poder y convertirse en el único capaz de acabar con la amenaza del virus bugster. Su temática son los videojuegos shooter[4]
- Kiriya Kujo (九条 貴利矢 Kujō Kiriya?)/Kamen Rider Lazer (仮面ライダーレーザー Kamen Raidā Rēzā?)/Kamen Rider Lazer Turbo (仮面ライダーレーザーターボ Kamen Raidā Rēzā Tābo?): Es un inspector médico. Responsable de descubrir los orígenes del virus Bugster y su relación con las habilidades de Emu. tiene la tendencia a ocultar información o decir mentiras, ya que considera que decir la verdad no siempre es la mejor decisión. Posee la habilidad de transformarse en una motocicleta. Después de ser asesinado y revivido por Cronus como un Bugster adquiere la habilidad de evoluciona a su forma Turbo. Su temática son los videojuegos de carreras[5][6]
- Poppy Pipopapo (ポッピーピポパポ Poppī Pipopapo?)/Kamen Rider Poppy (仮面ライダーポッピー Kamen Raidā Poppī?): Es un bugster benévolo que actúa como asistente de los Riders principales. cuando debe aparecer en público suele adoptar la identidad de Asuna Karino (仮野 明日那 Karino Asuna?), una enfermera del hospital de Seito. Su temática son los videojuegos de música.[7]
- Kuroto Dan (檀 黎斗 Dan Kuroto?)/Kamen Rider Genm (仮面ライダーゲンム Kamen Raidā Genmu?): Es el presidente y CEO de Genm Corp, aunque inicialmente se presenta como una persona amable y educada en realidad es un arrogante y psicótico maestro de la programación y desarrollo de videojuegos. Considera que los virus bugster son una gran oportunidad de llevar a los videojuegos a un nuevo nivel, ayudando a expandir su infección mientras recolecta datos de los pacientes afectados. Es el responsable de la propagación del vírus al haber enviado a  propósito una copía infectada a Emu, ya que lo veía como un rival para sus talentos en la programación. Su temática son los videojuegos de terror.[8]
- Parad (パラド Parado?)/Kamen Rider Para-DX (仮面ライダーパラドクス Kamen Raidā Paradokusu?): Es el bugster nacido del primer brote del virus, usando el cuerpo de Emu como su huésped, razón por la cual su existencia está íntimamente ligada a él. Al igual que Emu disfruta en gran medida de los videojuegos al punto de ver a los humanos como simples personajes con los cuales jugar, permitiendo que contraigan la infección del virus Bugster. Considera que sólo estará satisfecho el día que derrote a Emu en combate. Su temática son los videojuegos de lógica.[9]
- Masamune Dan (檀 正宗 Dan Masamune?)/Kamen Rider Cronus (仮面ライダークロノス Kamen Raidā Kuronosu)?): Es el padre de Kuroto, quien fue culpado inicialmente por la propagación del virus y enviado a la cárcel, su interés es aprovechar la existencia de los bugsters como una ventaja para impulsar los desarrollos de Genm Corp, aún si eso significa oponerse a los riders[10]

### Aliados
- Kyotaro Hinata (日向 恭太郎 Hinata Kyōtarō?): Es el secretario general del Ministerio de Salud, responsable de enfrentar la amenaza del virus bugster
- Haima Kagami (鏡 灰馬 Kagami Haima?): Es el director del Hospital de Seito y el padre de Hiiro. Bajo las órdenes del Ministerio de Salud comanda a los Riders en su lucha por exterminar el virus
- Nico Saiba (西馬 ニコ Saiba Niko?): Es una jugadora experta que fue derrotada en un campeonato por Emu y busca su revancha, eventualmente se convierte en asistente de Taiga en su lucha contra los Bugsters

### Villanos
- Bugsters (バグスター Bagusutā?):  son un tipo de virus informático nacidos de los fallos presentes en los videojuegos. Cuando un humano es expuesto a dichos fallos el virus bugster se manifiesta en su cuerpo, multiplicandose hasta tomar completa posesión de su huésped, eventualmente causando su desaparición. El estrés y la ansiedad que siente el humano al estar infectado puede fortalecer el virus hasta alcanzar su forma completa, en la cual el bugster es ya un ente completamente independiente capaz de asumir forma humana. Para que un paciente sea curado del virus los Riders primero deben separar al bugster de su huésped y luego derrotarlo antes de que alcance su forma completa
  - Gamedeus (ゲムデウス Gemudeusu?): Es el Bugster más poderoso de todos, únicamente puede ser desafiado cuando todos los demás bugsters han sido derrotados ya que se requieren los anticuerpos de todos los tipos de bugsters[11]
  - Graphite (グラファイト Gurafaito?): Es un busgter completo, nacido de la infección de la novia de Hiiro, su meta principal es exterminar a la raza humana y derrotar a los riders, en especial a Taiga[12]
  - Lovelica (ラヴリカ Raburika?): Es un busgter completo que se hace cargo de Genm Corp bajo la identidad de Ren Amagasaki (天ヶ崎 恋 Amagasaki Ren?), no puede ser derrotado por la fuerza ya que tiene su origen en un videojuego de simulación de citas[13]

## Episodios
Los títulos de los episodios están parte en japonés y parte en inglés. Se traduce al principio solo la parte en japonés, y después se presenta la traducción completa cuando no coinciden.
1. ¡I'm a Kamen Rider! (I'm a 仮面ライダー！ Aimu a Kamen Raidā!?, ¡Soy un Kamen Rider!)[14]
2. ¿Otro prodigio con un no thank you? (天才二人はno thank you? Tensai futari wa no thank you??, ¿Otro prodigio con un no gracias?)[15]
3. El hombre llega con un ¡BANG! (BANしたあいつがやって来る！ BAN Shita Aitsu ga Yattekuru!?)[16]
4. ¡El nombre de la operación es Dash! (オペレーションの名はDash！ Operēshon no Na wa Dasshu!?, El nombre de la operación es Carrera!)[17]
5. ¡Todos se reúnen! ¡Un encuentro de crash! (全員集結、激突Crash！ Zen'in Shūketsu, Gekitotsu Kurasshu!?, ¡Todos se reúnen! ¡Un encuentro de choque!)[18]
6. ¡Siente el latido in the heart! (鼓動を刻め in the heart! Kodō o Kizame In Za Hāto?, ¡Siente el latido del corazón!)[19]
7. ¡La esencia de some lie! (Some lieの極意！ ¡La esencia de algunas mentiras!?)[20]
8. ¡Hombres, fly High! (男たちよ、Fly high！ Otoko-tachi yo, Furai Hai!?, ¡Hombres, volad alto!)[21]
9. ¡Vence al dragon (Dragonをぶっとばせ！ Doragon o Buttobase!?, ¡Vence al dragón!)[22]
10. ¡Doctors irregulares! (ふぞろいのDoctors！ Fuzoroi no Dokutāzu!?, ¡Doctores irregulares!)[23]
11. ¿Who's el Kamen Rider negro? (Who's 黒い仮面ライダー？ Fūzu Kuroi Kamen Raidā??, ¿Quién es el Kamen Rider negro?)[24]
12. Especial de Navidad: ¡Apuntando a la plateada Xmas! (クリスマス特別編 狙われた白銀のXmas！ Kurisumasu Tokubetsuhen Nerawareta Hakugin no Ekkusumasu!?, Especial de Navidad: ¡Apuntando a la plateada Navidad!)[25]
13. Destiny predeterminado (定められたDestiny Sadamerareta Desutinī?, Destino predeterminado)[26]
14. We're Kamen Riders! (We're 仮面ライダー！ Wīā Kamen Raidā!?, ¡Somos Kamen Riders!)[27]
15. ¡Aparece un nuevo challenger! (新たなchallenger現る！ Arata na Charenjā Arawaru!?, ¡Aparece un nuevo desafiante!)[28]
16. La paradox de derrotar a M (打倒MのParadox Datō Emu no Paradokkusu?, La paradoja de derrotar a M)[29]
17. ¿Un Burgster no estándar? (規格外のBURGSTER? Kikaku-gai no Bāgusutā??)[30]
18. ¡La truth revelada (暴かれしtruth！ Abakareshi Turūsu?, La verdad revelada)[31]
19. ¿¡Una fantasy repentina!? (Fantasyは突然に!? Fantajī wa Totsuzen ni!??, ¿¡Una fantasía repentina!?)[32]
20. ¡Take off contra el viento! (逆風からのtake off！ Gyakufū kara no Teiku Ofu!?, ¡Despega contra el viento!)[33]
21. ¡Persigue el mystery! (mysteryを追跡せよ！ Misuterī o Tsuiseki seyo!?, ¡Persigue el misterio!)[34]
22. ¡History de conspiración! (仕組まれたhistory！ Shigumimareta hisutorī!?, ¡Historia de conspiración!)[35]
23. ¡Extremo, dead or alive! (極限のdead or alive！ Kyokugen no Deddo oa Araibu!?, ¡Extremo, vivo o muerto!)[36]
24. ¡Go together, acepta tus ambiciones! (大志を抱いてgo together！  Taishi wo Daite Go Togedā!?, ¡Vamos juntos, acepta tus ambiciones!)[37]
25. ¡Empieza el new game! (New game起動！ Nyū Gēmu Kidō!!?, ¡Empieza el nuevo juego!)[38]
26. Players que apuestan por la supervivencia (生存を賭けたplayers Seizon wo Kaketa Pureiyāzu?, Jugadores que apuestan por la supervivencia)[39]
27. ¡Love & peace para el ganador! (勝者に捧ぐlove & peace！ Shōsya ni Sasagu Rabu ando Pīsu!?, ¡Amor y paz para el ganador!)[40]
28. Más allá de tu identity (Identityを超えて Aidentiti o Koete?, Más allá de tu identidad)[41]
29. ¿¡We're yo!? (We’re 俺！？ Wia ore!??, ¿¡Somos yo!?)[42]
30. ¡El más fuerte VS el más fuerte! (最強VS最強! Saikyō Bāsasu Saikyō!?, ¡El más fuerte contra el más fuerte!)[43]
31. ¿¡La continue prohibida!? (禁断のContinue！？ Kindan no Konthinyū!??, ¿¡La continuación prohibida!?)[44]
32. ¡Judgment recibido! (下されたJudgment！ Sakasareta Jajimento!?, ¡Juicio recibido!)[45]
33. ¡Reforma de la company! (Company再編！ Konpanī Saihen!?, ¡Reforma de la compañía!)[46]
34. ¡Rebirth cumplido! (果たされしrebirth！ Hatasareshi Ribāsu!?, ¡Renacimiento cumplido!)[47]
35. ¡Rescata al partner! (Partnerを救出せよ！ Pātonā wo Kyūshutsu seyo!?, ¡Rescata al compañero!)[48]
36. ¡Perfecto GAMER invencible! (完全無敵のGAMER！ Kanzen Muteki no Gēmā!?, ¡Perfecto jugador invencible!)[49]
37. ¡Resolución del white knight! (White knightの覚悟！ Howaito Naito no Kakugo!?, ¡Resolución del caballero blanco!)[50]
38. Period con lágrimas (涙のperiod! Namida no Pirioddo?, Período con lágrimas)[51]
39. ¡Goodbye yo! (Goodbye俺！ Guddobai Ore!?, ¡Adiós yo!)[52]
40. ¡Reboot del destino! (運命のreboot！ Unmei no Ribūto!?, ¡Reinicio del destino!)[53]
41. ¡Reset el juego! (Resetされたゲーム！ Risetto sareta Gēmu!?, ¡Reinicia el juego!)[54]
42. ¡God llega! (God降臨! Goddo Kōrin!?, ¡El dios llega!)[55]
43. License de abrigo blanco (白衣のlicense Hakui no Raisensu?, Licencia de abrigo blanco)[56]
44. La última smile (最期のsmile Saigo no Sumairu?, La última sonrisa)[57]
45. Game sin fin (終わりなきGAME Owari Naki Gēmu?, Juego sin fin)[58]

### Películas
- Kamen Rider Heisei Generations: Dr. Pac-Man vs. Ex-Aid & Ghost with Legend Riders (仮面ライダー平成ジェネレーションズ　Dr.パックマン対エグゼイド&ゴースト　with レジェンドライダー Kamen Raidā Heisei Jenerēshonzu: Dokutā Pakkuman tai Eguzeido ando Gōsuto wizu Rejendo Raidā?):Película crossover entre Kamen Rider Ex-Aid y su serie predecesora Kamen Rider Ghost, cuenta también con las apariciones de algunos Riders de la era Heisei. Estrenada el 10 de diciembre de 2016
- Kamen Rider × Super Sentai: Chou Super Hero Taisen (仮面ライダー×スーパー戦隊: 超スーパーヒーロー大戦 Kamen Raidā × Supā Sentai Chō Supā Hīrō Taisen?): Película crossover donde aparecen personajes tanto de la franquicia Kamen Rider como de la franquicia Super Sentai. Estrenada el 25 de marzo de 2017
- Kamen Rider Ex-Aid: True Ending (劇場版 仮面ライダーエグゼイド: トゥルーエンディング Gekijō-ban Kamen Raidā Eguzeido: Tourū Endingu?): Estrenada el 5 de agosto de 2017
- Kamen Rider Ex-AidTrilogy: Another Ending (仮面ライダーエグゼイド　トリロジー　アナザーエンディング Kamen Raidā Eguzeido Torirojī Anazā Endingu?): Especial para video que actúa como epílogo de la serie. Estrenado el 3 de febrero de 2018

## Reparto
- Emu Hōjō: Hiroki Iijima
- Hiiro Kagami: Toshiki Seto
- Taiga Hanaya: Ukyo Matsumoto
- Kiriya Kujō: Hayato Onozuka
- Poppy Pipopapo: Ruka Matsuda
- Kuroto Dan: Tetsuya Iwanaga
- Parad: Shōma Kai
- Masamune Dan: Hiroyuki Takami
- Kyotaro Hinata: Hironobu Nomura
- Haima Kagami: Hanamaru Hakata
- Nico Saiba: Reina Kurosaki
- Gamedeus: Masashi Sugawara
- Graphite: Shōma Machii[59]
- Lovelica: Shinya Kote
- Voz de Rider Gashat: Hironobu Kageyama
- Narrador: Jun'ichi Suwabe[60]

## Temas musicales

### Tema de entrada
- "EXCITE"
  - Letra: Kanata Okajima y Daichi Miura
  - Música: Carpainter y Kanata Okajima
  - Arreglos: UTA y Carpainter
  - Intérprete: Daichi Miura

### Tema de cierre
- "EXCITE"
  - Letra: Kanata Okajima y Daichi Miura
  - Música: Carpainter y Kanata Okajima
  - Arreglos: UTA y Carpainter
  - Intérprete: Daichi Miura